# Alan Lee (Künstler)

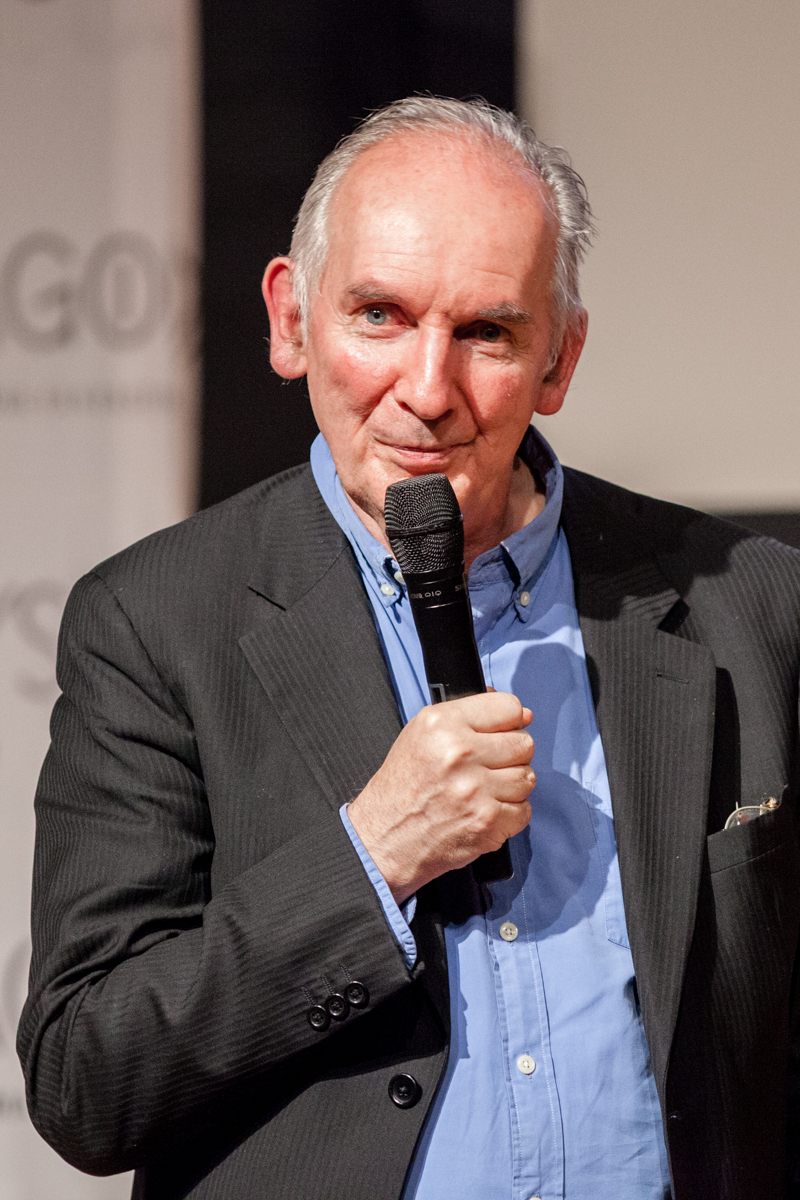
Alan Lee Gewinner des "Schwäbischen Lindwurm" 2016

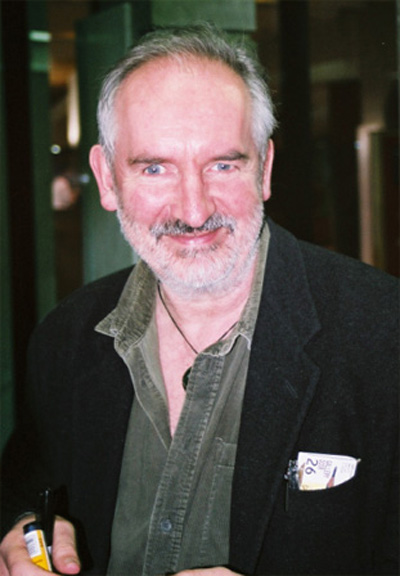
Alan Lee am 29. November 2003 bei der Weltpremiere des dritten Teils des Herrn der Ringe in Wellington (Neuseeland)

Alan Lee (* 20. August 1947 in Middlesex, England) ist ein britischer Illustrator und Filmdesigner. Er gilt zusammen mit John Howe und Ted Nasmith als einer der bedeutendsten Illustratoren der Werke J. R. R. Tolkiens.

## Leben
Alan Lee studierte an der Ealing School of Art. Schon im Alter mit 17 begeisterte er sich für Tolkiens Welt, nachdem ein Mitschüler ihm eine Kopie der ersten Sequenz von Der Herr der Ringe – Die Gefährten gab. Zuvor hatte er in seiner Kindheit schon viel Begeisterung für Fabelwesen gezeigt, doch das Lesen der Tolkien-Trilogie hat ihn auch während der Studienzeit sehr begeistert.
1975 zog er nach Dartmoor, heiratete und gründete eine Familie.
Bekannt wurde er 1978 durch seine Illustrationen zu dem Buch Faeries, das er zusammen mit Brian Froud herausbrachte. Alan Lee malte mit Wasserfarbe und einem klassischen, romanischem Stil, den er sich auch durch die Werke von Arthur Rackham und Charles Robinson aneignete. Nach diesem Erfolg, waren seine Buchcover aus der Fantasy-Szene von da an nicht mehr wegzudenken.
In den 1980er Jahren etablierte sich Alan Lee als Tolkien-Künstler. Er malte nicht nur Motive für Titelbilder und Kalender, sondern illustrierte den kompletten Herrn der Ringe für eine 1200-Seiten-Sonderausgabe, die 1991 anlässlich des 100. Geburtstages von J. R. R. Tolkien erschien.
Gleichzeitig entwarf er auch erste Filmdesigns. 1985 konzeptionierte er den Look für Ridley Scotts Fantasy-Film Legende, vier Jahre später das Design für Erik, der Wikinger. 1988 wurde er mit dem World Fantasy Award als bester Künstler bedacht. Für seine Designs für die Herr der Ringe Filmtrilogie wurde er 2004 mit dem Academy Award ausgezeichnet. 2018 wurde er für sein Lebenswerk mit dem Chesley Award geehrt.
Im Dezember 1997 reiste er nach Neuseeland, um als Konzeptdesigner bei der Herr der Ringe Filmtrilogie mitzuarbeiten. Ursprünglich war sein Aufenthalt nur für sechs Monate geplant, doch am Ende arbeitete er sechs Jahre für Peter Jackson.

## Stil
Alan Lee ist bekannt für seine Aquarell- und Bleistift-Technik, die ihren Reiz vor allem aus dem vielfältigen Wechselspiel von hellen und dunklen Flächen bezieht. Die Bildfläche ist meist nur mit groben Außenlinien angedeutet, gewinnt jedoch durch die folgende Schraffierung bzw. Ausgestaltung mit Wasserfarben eine herausragende Tiefe. Bei seiner Arbeit achtet er sehr auf die Details und eine sehr intuitive Bildkomposition. Im Gegensatz zu John Howe meidet Alan Lee die comichafte Übertreibung von Charakteren und Landschaften; seine Bilder sind relativ kontrastarm, in Erdtönen gehalten und meist aus recht konventionellen Perspektiven betrachtet. Dadurch wohnt seinen Motiven eine zauberhafte Ruhe inne, die seinen Erfolg im klassischen Märchen- und Fantasy-Sektor ausmacht.

## Werke

### Bücher
- Von Elfen, Goblins, Spukgestalten, ISBN 3-8067-2895-X
- Faeries
- Black ships before Troy
- The Wanderings of Odysseus
- Castles (zusammen mit David Day)
- Der Herr der Ringe (Illustrated Edition, 1991)
- Der Hobbit (Illustrated Edition)
- The Mabinogion
- Die Kinder Húrins, ISBN 978-0-00-724622-9
- Beren und Lúthien, ISBN 978-1-328-79182-5
- Der Fall von Gondolin, ISBN 978-3-608-96378-6
- Der Untergang von Númenor und andere Geschichten aus dem Zweiten Zeitalter von Mittelerde, ISBN 978-3-608-98700-3

### Filme
- Legende (1985)
- Erik, der Wikinger (1989)
- Merlin (1998)
- Der Herr der Ringe: Die Gefährten (2001)
- Der Herr der Ringe: Die zwei Türme (2002)
- Der Herr der Ringe: Die Rückkehr des Königs (2003)
- King Kong (2005)
- Der Hobbit: Eine unerwartete Reise (2012)
- Der Hobbit: Smaugs Einöde (2013)
- Der Hobbit: Die Schlacht der Fünf Heere (2014)
- Der Herr der Ringe: Die Schlacht der Rohirrim (2024)

### Alben
- Omnia – Alive! (2007)